# مأمونیه
مامونیه شهری از توابع شهرستان زرندیه و مرکز شهرستان زرندیه
است و در فاصله ۹۵ کیلومتری تهران و ۳۵ کیلومتری ساوه قرار دارد.
شهر مامونیه از جهات گوناگون حائز اهمیت و شایان بررسی و پرداخت بیشتر است. این شهر در کنار ارزش و جایگاه انکار نشدنی‌اش از نقطه نظر تاریخی از لحاظ موقعیت جغرافیایی نیز جایگاه ممتازی دارد. در خصوص نام مامونیه همچنین وجه تسمیه این شهر می‌توان به امنیت آن این‌گونه اشاره کرد که از سالها پیش محل امنی بوده‌است. همچنین سابق بر این مأمن و پناهگاه مردم زیادی به‌شمار می‌رفت و بقایای برج و باروها و قلعه‌های به جای مانده از دوران مختلف خود، می‌تواند شاهدی بر این مدعا و یکی از دلایل نامگداری باشد. هر چند عده‌ای معتقدند که شهر مامونیه در دوران خلافت عباسیان ییلاق مأمون عباسی بوده‌است که این‌ هم برای خود، نظریه‌ای قابل بررسی و کنکاش است. این شهر در اکثر روزهای سال دارای آب و هوایی معتدل، مطبوع و فاقد هرگونه آلودگی است و با توجه با فاصله اندک مامونیه با پایتخت، یکی از امتیازات ویژه آن محسوب می‌شود.

## جغرافیا
شهر مامونیه در جنوب غربی تهران و شمال شهرستان ساوه واقع است شامل دو بخش اصلی مرکزی و خرقان و پنج دهستان است. زرندیه این شهرستان به دلیل قرار گرفتن در ارتفاعات و شرایط توپوگرافی دارای جاذبه‌های بسیاری است. قرار گرفتن زرندیه در محل تلاقی دو رشته‌کوه البرز و زاگرس، زمینه مناسبی را برای تفریحات کوهستانی و ازجمله کوهنوردی فراهم کرده است. .
مأمونیه مرکز شهرستان زرندیه است و فاصلهٔ آن تا شهر اراک ۱۸۵ کیلومتر است. این منطقه توسط راه‌آهن سراسری ایران و آزادراه (اتوبان) به شهرهای تهران، همدان، قزوین و ساوه متصل می‌شود. امتیاز ویژه شهر مامونیه از لحاظ جغرافیایی موقعیت خاص و منحصربه‌فرد آن است، مامونیه حد فاصل بزرگراه بین‌المللی تهران ساوه که به‌طور کلی تهران را به همدان و مرزهای ترانزیتی غرب ایران متصل می‌‌کند و جاده قدیم تهران ساوه که بخشی از مسیر تاریخی جاده ابریشم است قرارگرفته‌است. بزرگراه تهران – ساوه هم از لحاظ تجاری دارای مزیت‌های فراوانی است و هم از نظر گردشگری به لحاظ موقعیت خاص آن در مسیر عتبات عالیات جایگاه ویژه ای در گردشگری دارد و از شاهراه‌های اصلی ایران به حساب می‌آید. ازطرف دیگر، فاصله بسیار اندک مأمونیه با شهرهای زاویه و پرندک و مجاورت آن با مترو تهران یکی دیگر از مزایای ویژه این شهرستان به حساب می‌آید. ارتفاع این شهر از سطح دریا در حدود ۱۲۵۶ متر است. جمعیت این شهر به گزارش مرکز آمار ایران و براساس سرشماری نفوس ومسکن سال ۱۳۹۵ بیست و یک هزار وهشتصد و چهارده نفر بوده‌است که اکنون پس از گدشت چند سال، قطعاً افزایش یافته است. فرودگاه بین‌المللی امام خمینی، با فاصله اندکی از این شهر قرار دارد و دسترسی به آن به سادگی از طریق بزرگراه تهران – ساوه میسر می‌باشد.

### آب و هوا
آب‌وهوای مأمونیه در قسمت‌های شرقی، کویری و از غرب کوهستانی می‌باشد. این شهر در اکثر روزهای سال دارای آب و هوایی معتدل، مطبوع و فاقد هرگونه آلودگی می‌باشد که این مهم، با توجه به فاصله اندک مأمونیه با پایتخت یکی از امتیازات ویژه آن محسوب می‌شود. گروهی از متخصصان دستگاه تنفسی بر این اعتقادند که اقامت هرچند کوتاه در چنین شرایط آب و هوایی در تسکین اغلب بیماریهای ریوی، حساسیتهای فصلی و بیماریهای مزمن تنفسی بسیار مفید و در بهبود برخی از این امراض بسیار مؤثر می‌باشد.

## مردم‌شناسی

### زبان
مردم شهر مأمونیه به زبان فارسی و شهرهای همجوار ترکی و فارسی صحبت می‌کنند. در دهه‌های قبل مهاجرینی از شهرهای اردکان، یزد، زواره، خالد آباد و قم به این شهر مهاجرت نموده‌اند.

## جاذبه‌های گردشگری

### تپه سرقلعه
تپه سرقلعه مربوط به سده‌های میانه دوران‌های تاریخی پس از اسلام بوده و در شهرستان زرندیه، شمال شهر مأمونیه واقع است. این اثر در سال ۱۳۸۶ به عنوان یکی از آثار ملی ایران به ثبت رسیده است.

### یخچال مهدی‌آباد
منطقه آسیابک شمالی‌ترین نقطه شهر می‌باشد بناهای قدیمی این منطقه اغلب در یک طبقه احداث گردیده دارای سر در ورودی می‌باشند و با توجه به اینکه خاک این منطقه محکم است زیر زمین در اکثر بناها دیده نمی‌شود و ساختمانها بیشتر در ضلع شرق حیاط‌ها احداث گردیده‌اند.

### حمام آسیابک
حمام آسیابک مربوط به دوره قاجار بوده و در زرندیه، بخش مرکزی، شهر مأمونیه، محله آسیابک واقع است. این اثر در سال ۱۳۸۷ به عنوان یکی از آثار ملی ایران به ثبت رسیده است.

### امامزاده پنج تن زرند کهنه
امامزاده پنج تن مربوط به دوره ایلخانی - دوره صفوی - دوره قاجار است و در شهرستان زرندیه، بخش مرکزی، شهر مامونیه، محله زرند کهنه واقع شده و این اثر در تاریخ ۲۵ آبان ۱۳۸۷ با شمارهٔ ثبت ۲۳۸۱۰ به‌عنوان یکی از آثار ملی ایران به ثبت رسیده است.
امامزاده سیدمنصور که در مرکز شهر مامونیه و روبروی حمام قدیمی خزینه ای واقع شده که دارای شجره نامه بوده و از نوادگان امام موسی ابن جعفر است

### امامزاده سید منصور
امامزاده سید منصور مامونیه در بخش مرکزی شهرستان زرندیه، مرکز شهر مامونیه خیابان امام خمینی، خیابان حرم این شهر در استان مرکزی قرار گرفته است که در طی دوران‌های مختلفی شکل گرفته است اولین تاریخی که در آن وجود دارد همان است که بر صندوقچه نقش بسته است صندوقچه ای که به‌جای ضریح در گدشته مورد استفاده قرار می‌گرفته و اکنون در موزه اراک قرار دارد
بنای امامزاده متعلق به دوران صفوی می‌باشد. بر اساس کتاب “بحرالانساب”: امام موسی کاظم (علیه السلام) ۳۲ فرزند داشت و نام یکی ازآنها محسن می‌باشد. محسن بن موسی الکاظم (علیه السلام) را یازده فرزند بود و سومین آنرا منصور ذکر می‌کنند و نسب وی را اینگونه ذکر نموده است: منصوربن محسن بن امام موسی الکاظم (علیه السلام) می‌باشد.
این مکان در فهرست آثار ملی به شمارهٔ ثبت ملی ۱۲۲۶ ثبت شده است.

## نگارخانه

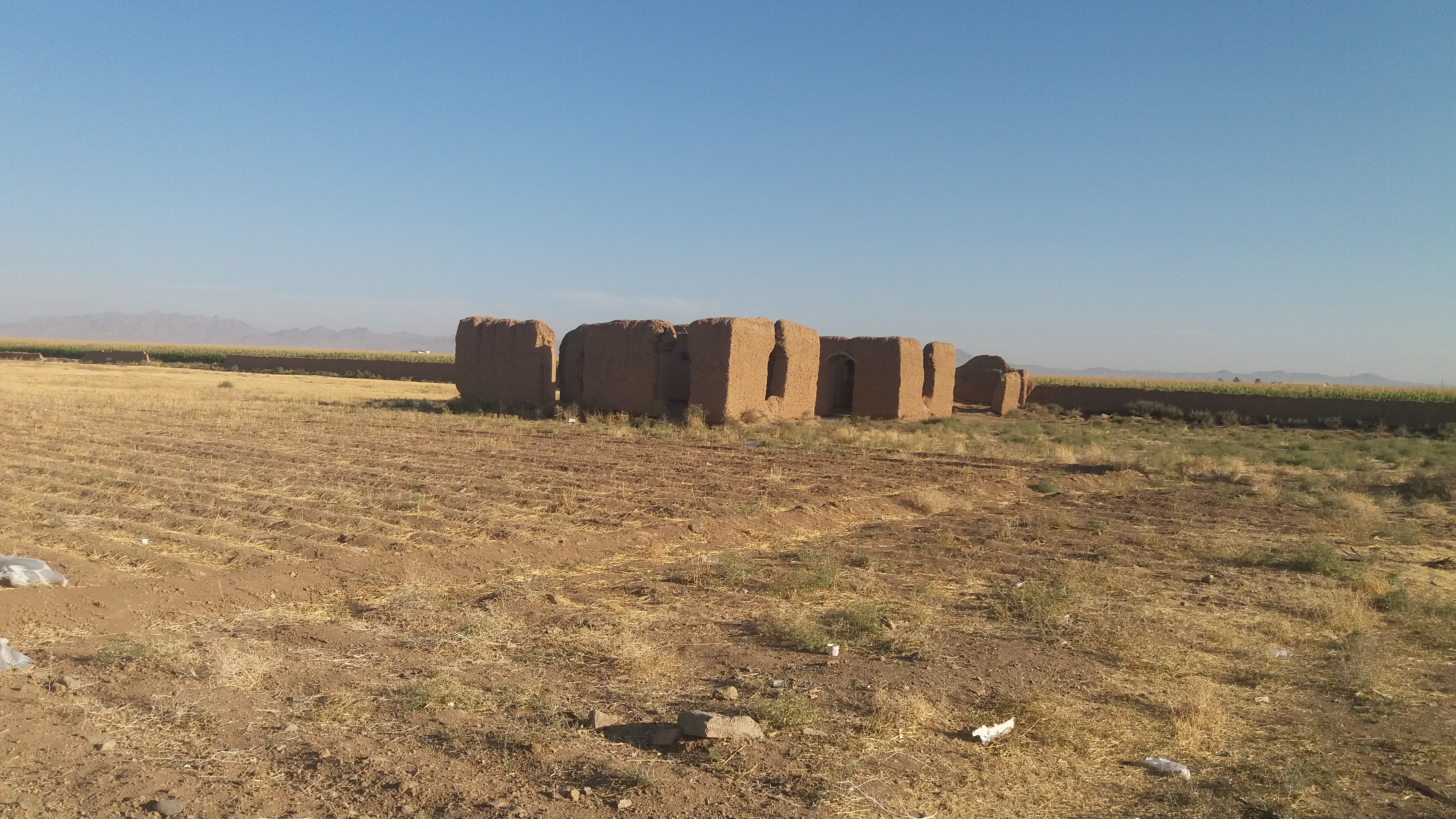
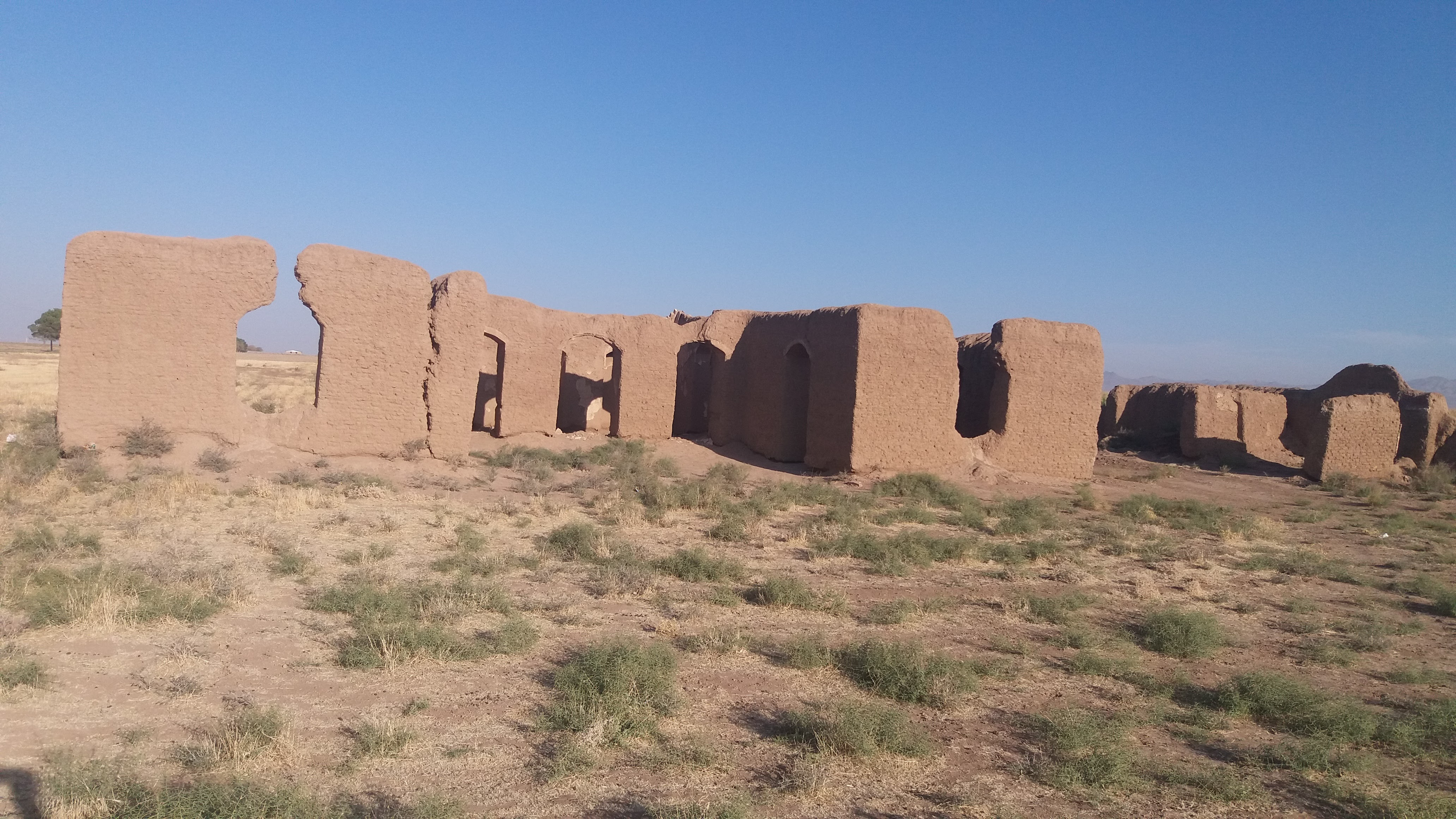
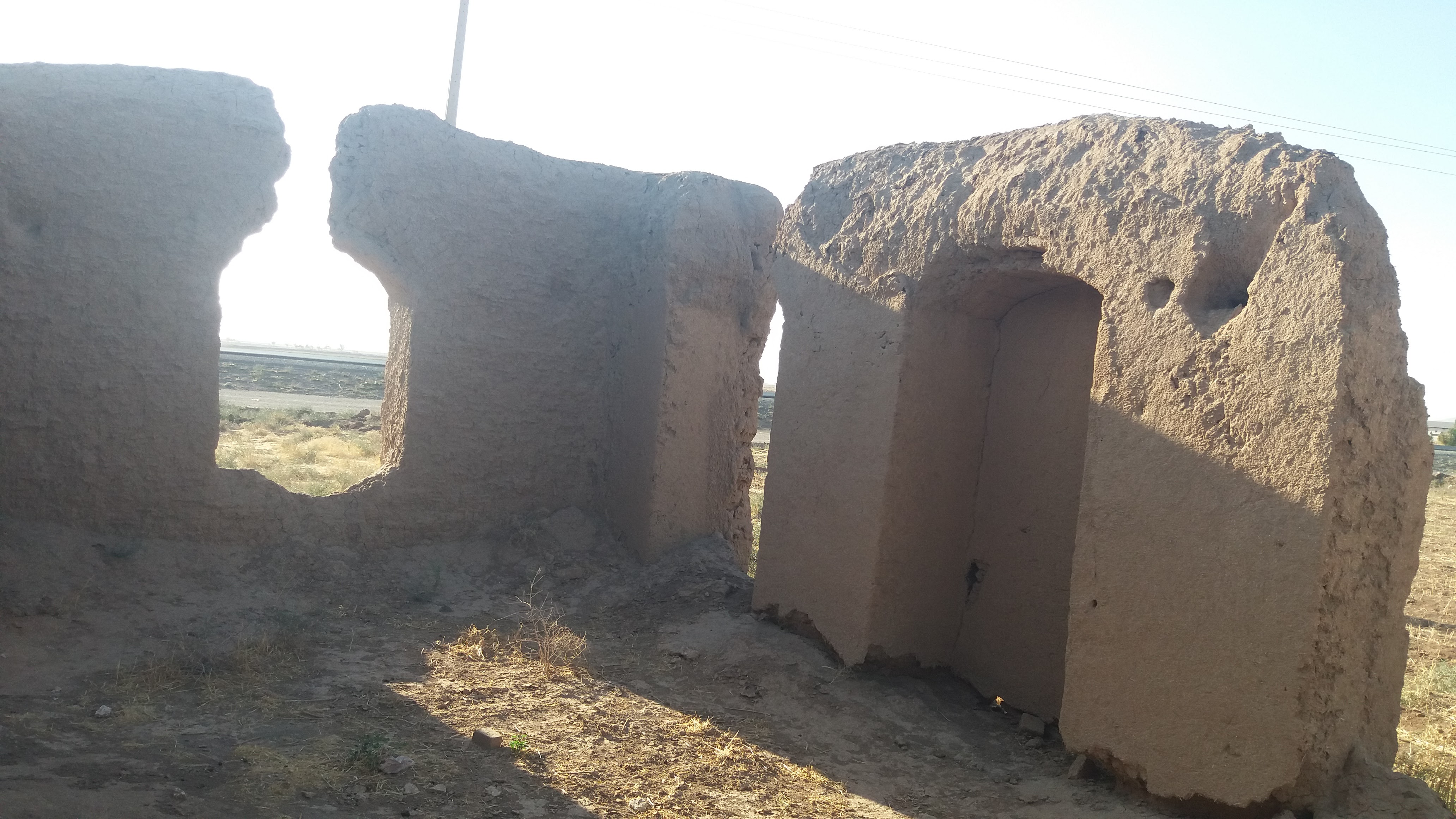

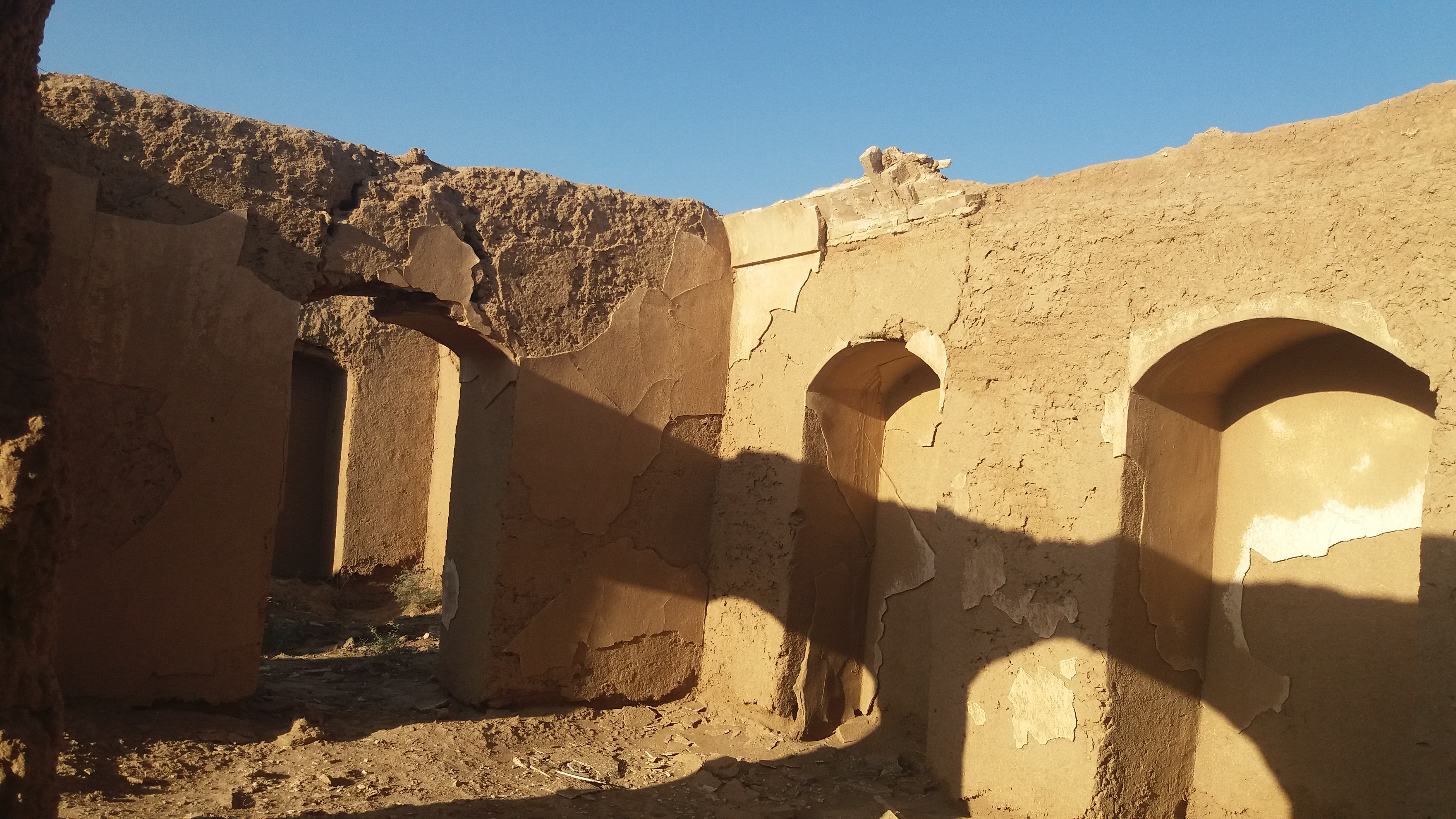
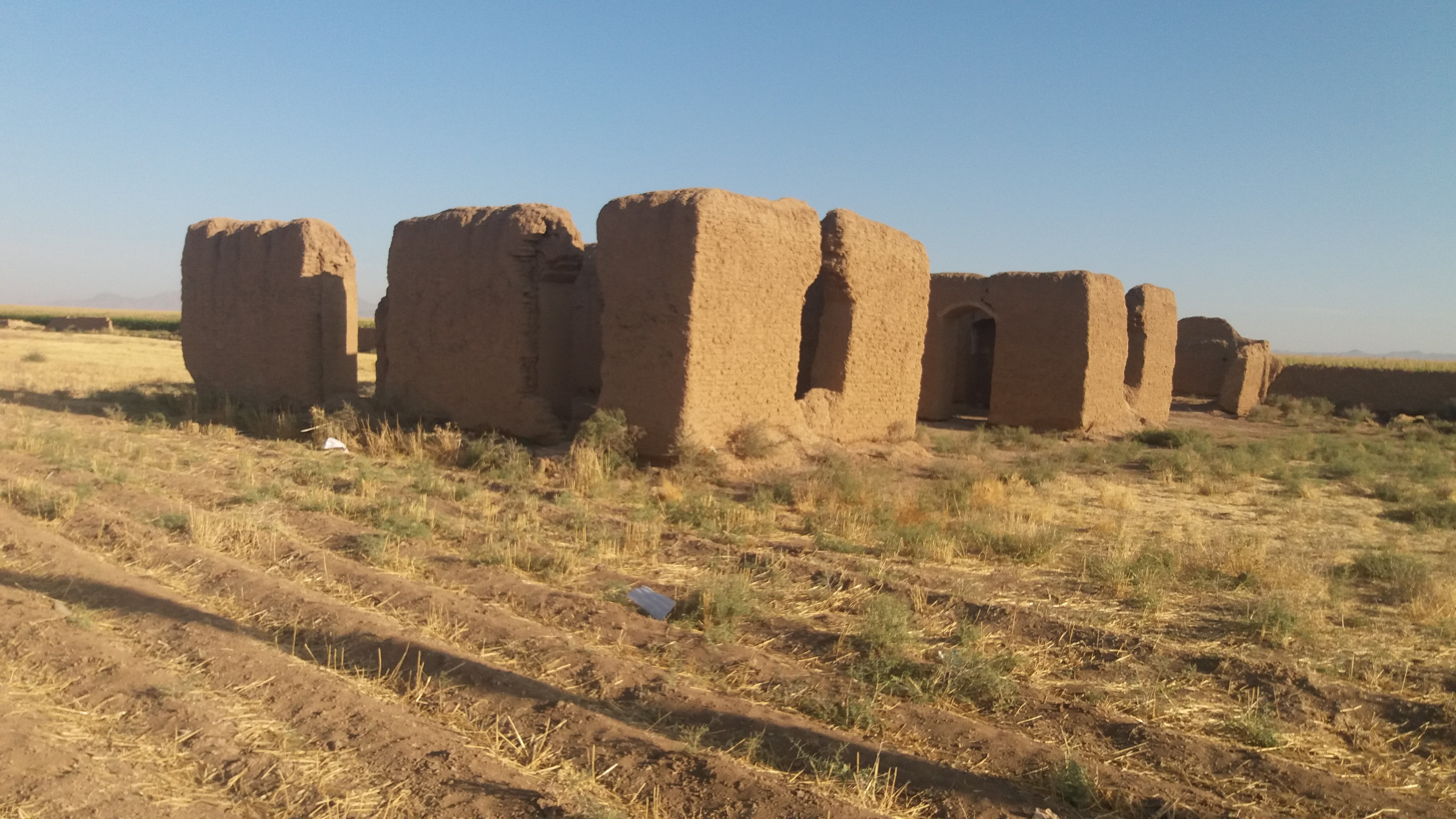
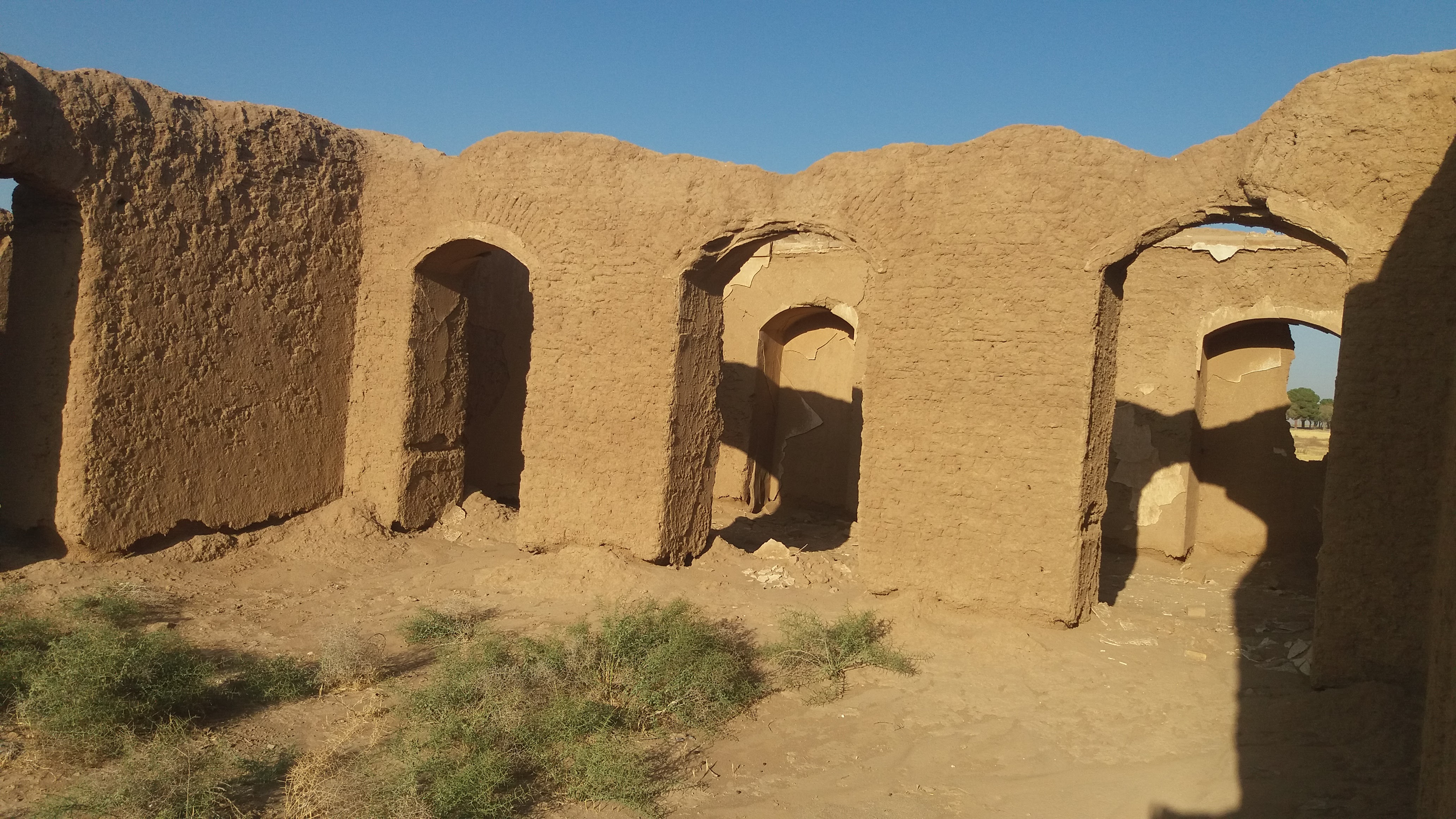

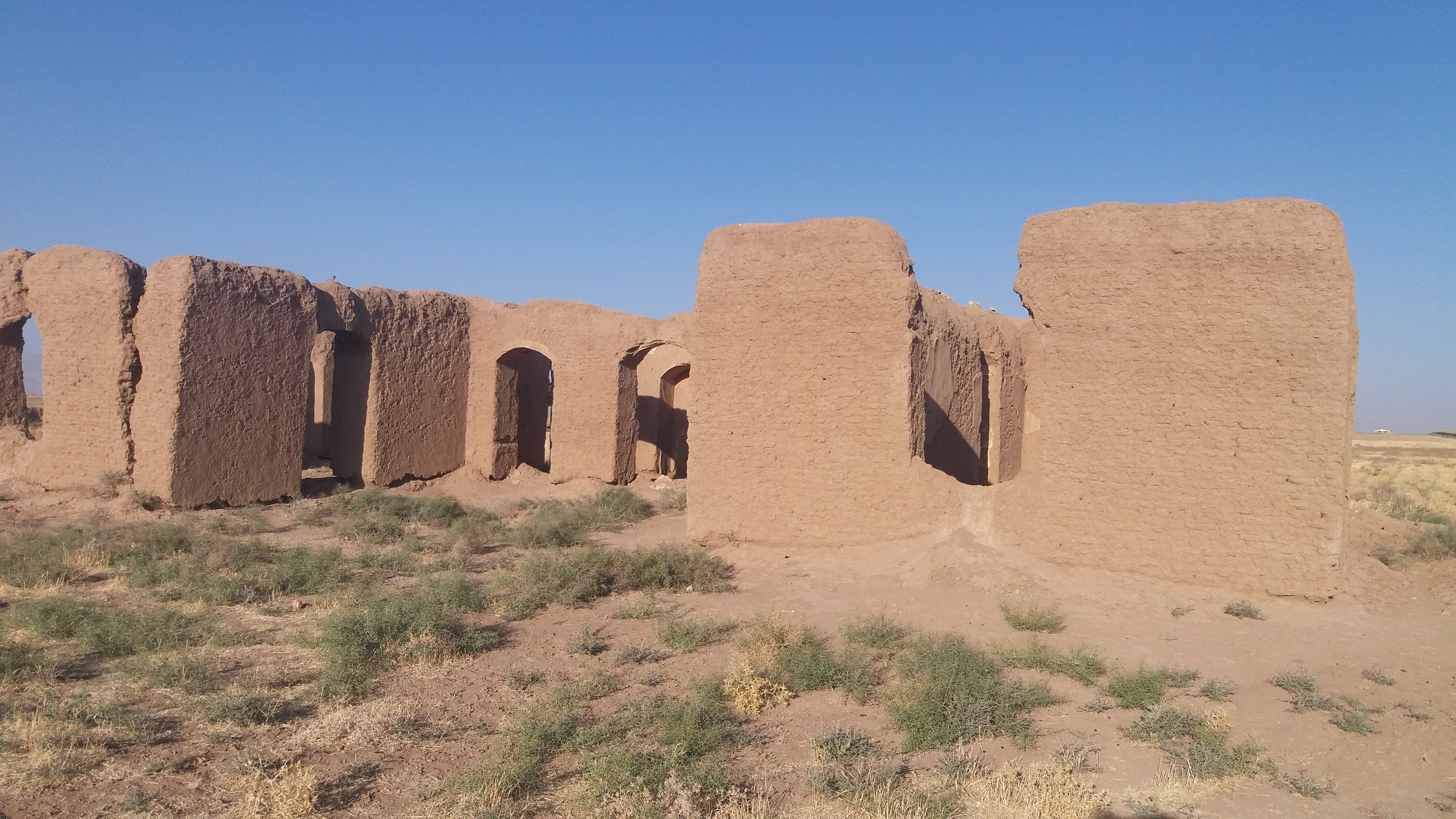
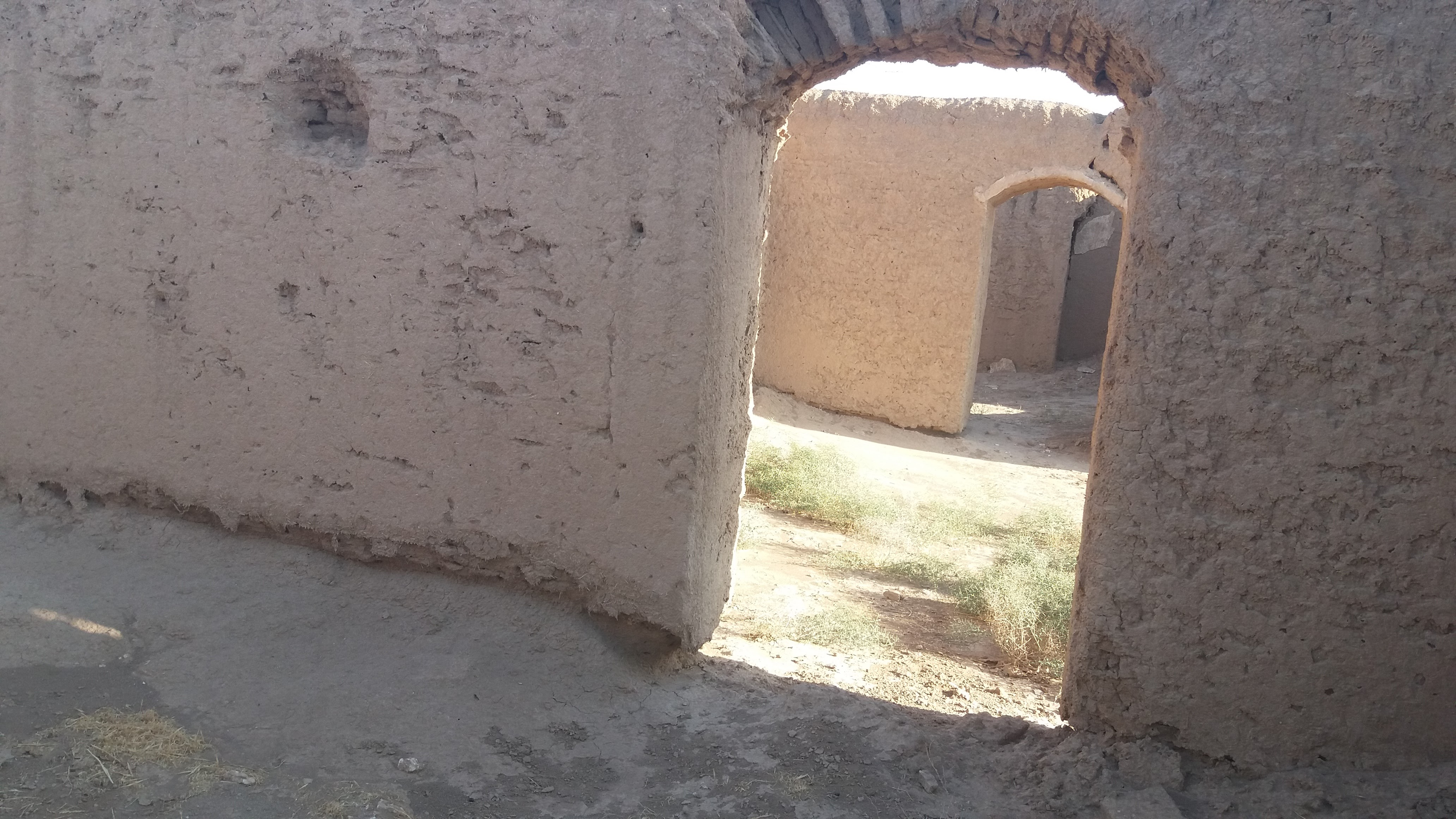
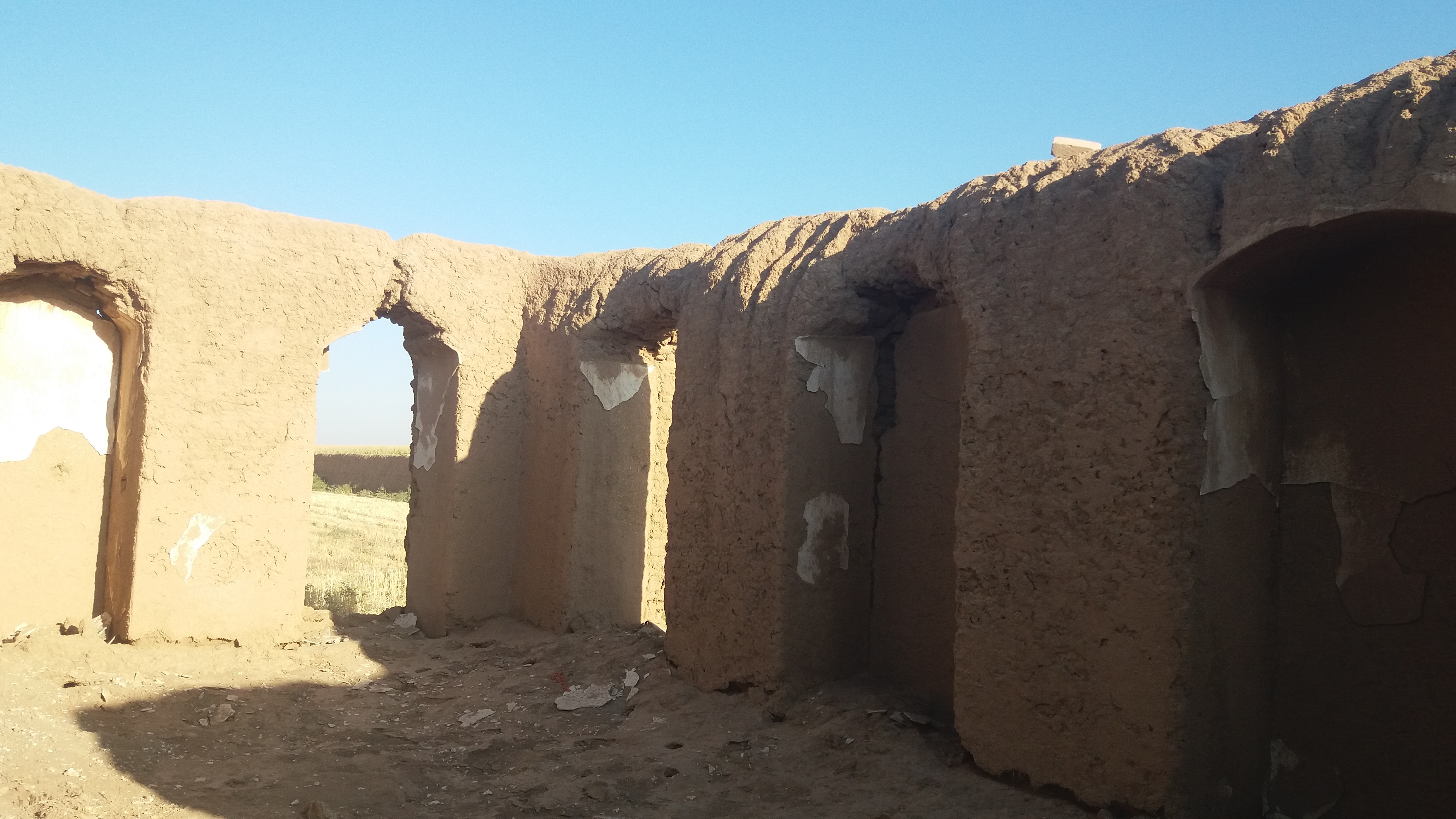

خرابه کاروانسرای میان‌راهی مامونیه.